# Heteromigas
Heteromigas là một chi nhện trong họ Migidae.